# Protororqualus
Protororqualus cuverii
Genre
Espèce
Synonymes
- † Cetotherium cuvieri Fischer, 1829

Protororqualus est un genre éteint de rorquals qui a vécu au Pliocène supérieur (Plaisancien), soit il y a environ entre 3,600 et 2,58 millions d'années.
Ses restes fossiles ont été mis au jour en Italie. Une seule espèce est connue, Protororqualus cuverii (Fischer, 1829).

## Publication originale
- (en) Michelangelo Bisconti, « Taxonomic revision and phylogenetic relationships of the rorqual-like mysticete from the Pliocene of Mount Pulgnasco, northern Italy (Mammalia, Cetacea, Mysticeti) », The Palaeontographia Italica, Pise, Inconnu, vol. 91,‎ 2007, p. 85-108 (ISSN 0373-0972, OCLC 1761775).